# Bodo Bittner
Bodo Bittner (Berlino Ovest, 5 febbraio 1940 – 23 settembre 2012) è stato un bobbista tedesco.

## Biografia
Ai XII Giochi olimpici invernali (edizione disputatasi nel 1976 a Innsbruck,  Austria) vinse la medaglia di bronzo nel Bob a quattro con i connazionali Wolfgang Zimmerer, Manfred Schumann e Peter Utzschneider, partecipando per la nazionale tedesca (Germania Ovest), venendo superate da quella svizzera e dall'altra tedesca.
Il tempo totalizzato fu di 3:41,37 con un distacco minimo rispetto alle altre classificate 3:40,89 e 3:40,43 i loro tempi.